# ۶۲۳ (قمری)
۶۲۳ (قمری)، ششصد و بیست و سومین سال در گاهشماری هجری قمری است. اول محرم این سال برابر با دوم ژانویه سال ۱۲۲۶ میلادی است.